# 大谷重工業
大谷重工業（おおたにじゅうこうぎょう）は、関東大震災後に大谷米太郎によって設立された企業である。1919年設立の東京ロール製作所と大谷鉄鋼、1939年設立の大谷製鉄が1940年に合併して発足し、戦時中から戦後復興、高度経済成長期にかけて生産を継続したが、1968年に倒産。
戦後の経営危機により八幡製鐵への身売りにより大谷家の同族経営から自立した。
1977年に同じ八幡製鉄傘下の大阪製鋼と合併し、合同製鐵となった。